# 初田牛駅
初田牛駅（はったうしえき）は、かつて北海道根室市初田牛に所在した北海道旅客鉄道（JR北海道）根室本線（花咲線）の駅（廃駅）である。電報略号はウシ。事務管理コードは▲110449。
廃止前までは上下1本の普通列車が当駅を通過していた。

## 歴史

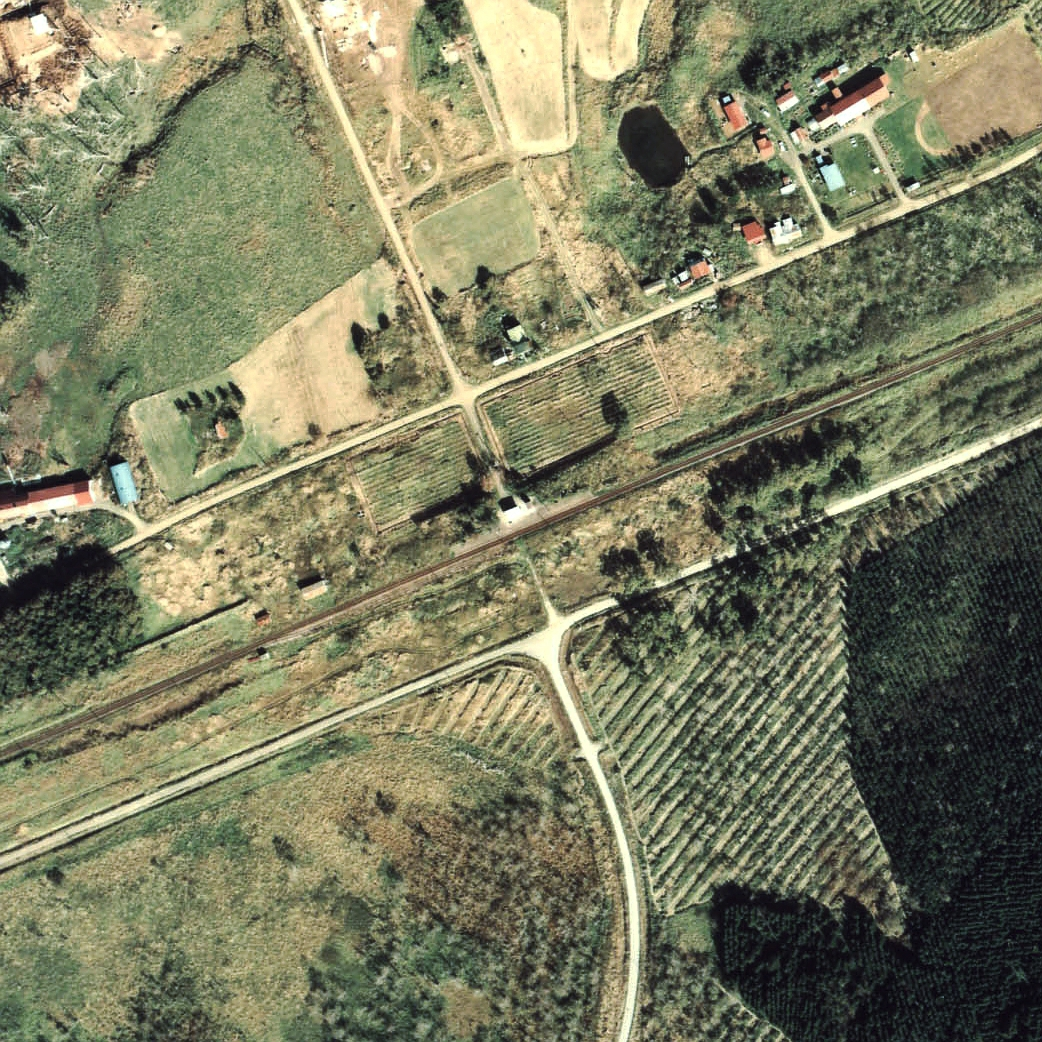
1978年の初田牛駅と周囲約500m範囲。右が根室方面。短いながら石組み土盛の単式ホームを持つ。

- 1920年（大正9年）11月10日：鉄道省釧路本線（→根室本線）厚床駅 - 西和田駅間延伸に伴い開業、一般駅[2]。
- 1944年（昭和19年）12月2日：駅舎改築[3]。
- 1962年（昭和37年）12月9日：同日付で車扱貨物・集荷配達の取り扱いを廃止[3][4]。
- 1964年（昭和39年）4月1日：業務委託駅に変更[3]。
- 1971年（昭和46年）10月2日：貨物・荷物取扱い廃止し旅客駅となる[5]。同時に無人化[3][6]。
- 1972年（昭和47年）4月：隣の厚床駅まで通学する地元中学生のために、釧路行き貨物列車を臨時停車させ、車掌車に便乗しての乗客取り扱いを開始（取り扱い終了時期不明）[7]。
  - それまで中学生たちは、当時の上り始発であった6時22分発の列車で通学していたため、学校に到着後教室で1時間半ほど待機する必要があった。特に冬季には暖房がない中での待機であり、話を聞いた生徒の親たちが根室市教育委員会に訴え、教育委員会から釧路鉄道管理局に働きかけてこの措置が実現した。
  - 貨物列車は7時44分に臨時停車し、生徒たちは前もって発行された「貨物列車便乗承認証」を定期券と共に提示して車掌車に乗車することができた[7]。
- 1977年（昭和52年）10月24日：駅舎改築竣工[3]。
- 1987年（昭和62年）4月1日：国鉄分割民営化により、北海道旅客鉄道（JR北海道）へ移管[8]。
- 2018年（平成30年）
  - 10月29日：JR北海道が当駅を2019年（平成31年）3月に実施予定のダイヤ改正で廃止する意向を根室市へ通達[9]。
  - 11月15日：初田牛地区で廃止について住民説明会。地域住民、JR北海道と根室市の担当者が出席[10]。
- 2019年（平成31年）3月16日：同日実施のダイヤ改正に合わせ、利用者減少に伴い廃止[JR北 1]。

### 駅名の由来
地名より。当地を水源とする川の名称ともなっている。山田秀三によるとアイヌ語に由来する以下の2説があり、いずれも永田方正『北海道蝦夷語地名解』から紹介している。
- 「ブドウ・採る・いつもする・ところ（川）」を表す「ハッタウㇱイ（hat-ta-us-i）」から[11]。
- 「淵が・ついている・もの（川）」を表す「ハッタㇻウㇱイ（hattar-us-i）」から[11]。

山田はこの2説について「どっちが正解なのかは今となっては分からない」としつつ、「古い松浦図は『ハッタウシ』なので」ということを踏まえて「hat-ta-us-i」説を支持した上で、初田牛川の付近を流れる「和田牛（わったらうし）川」のアイヌ語名とされる「オワタラウㇱイ（o-watara-us-i）」と相互に混合があったのではないか、と推測している。
なお、他文献では駅名・地名の由来は以下のように紹介されている。
- 1939年に札幌鉄道局が編纂した『駅名の起源』では「アイヌ語『ハッタ、ウシ』から出たもので（葡萄を採る澤）の義を有してゐる」としている[12]。
- 1973年に国鉄北海道総局が発行した『北海道　駅名の起源』では「オ・ハッタラ・ウシ」（川口にふちのある所）を由来とする、としている[13]。
- 本多『北海道地名漢字解』は「ハッタウㇱ（hat-ta-us）」（いつも・山ブドウを・採る〔処〕）から、としている[14]。

## 廃止当時の駅構造
単式ホーム1面1線を有する地上駅。営業当時は無人駅で、根室駅の管理下にあった。新吉野駅・姉別駅と同一形状の待合所を有した。

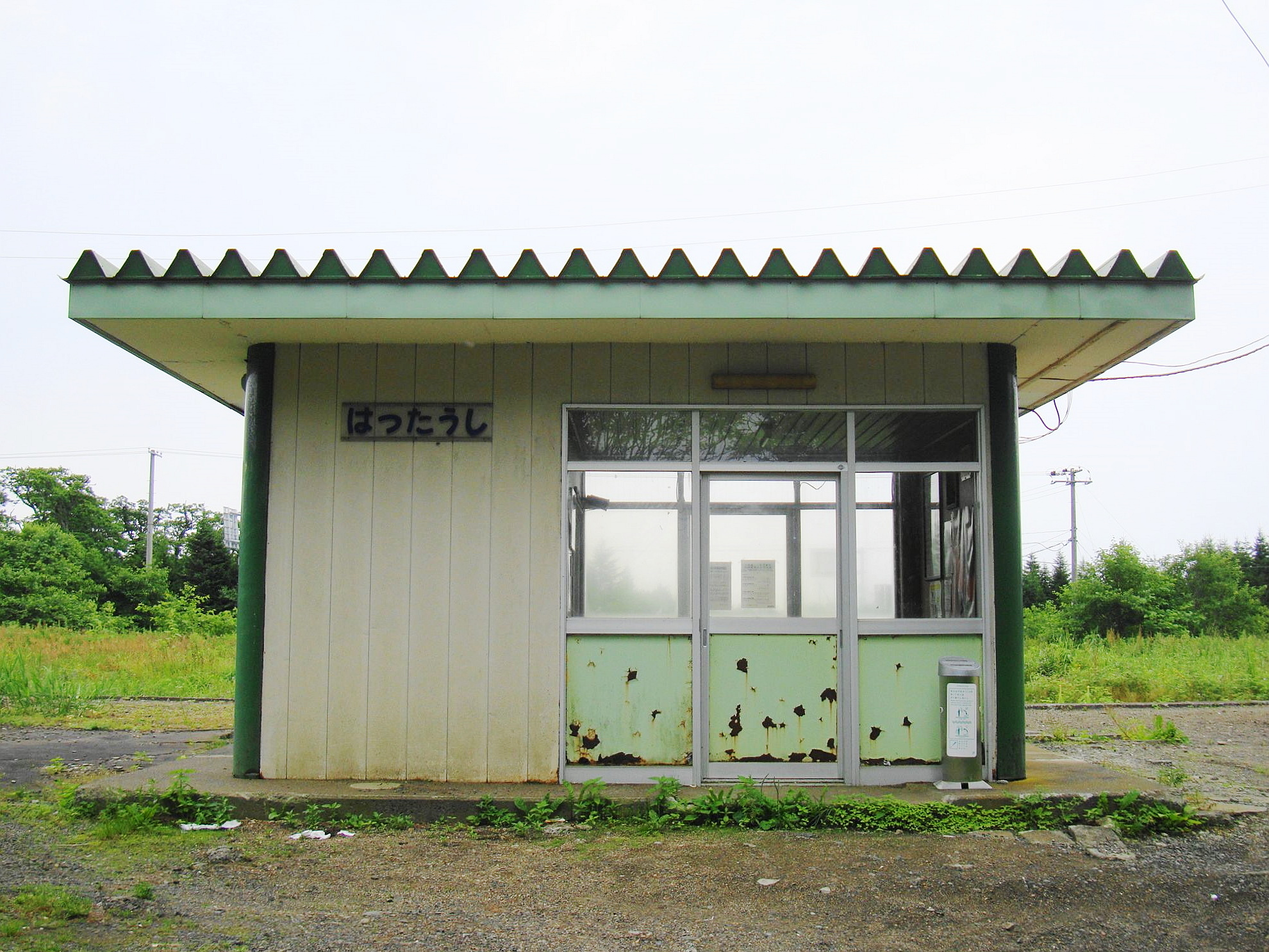
改修前の駅舎（2010年8月）
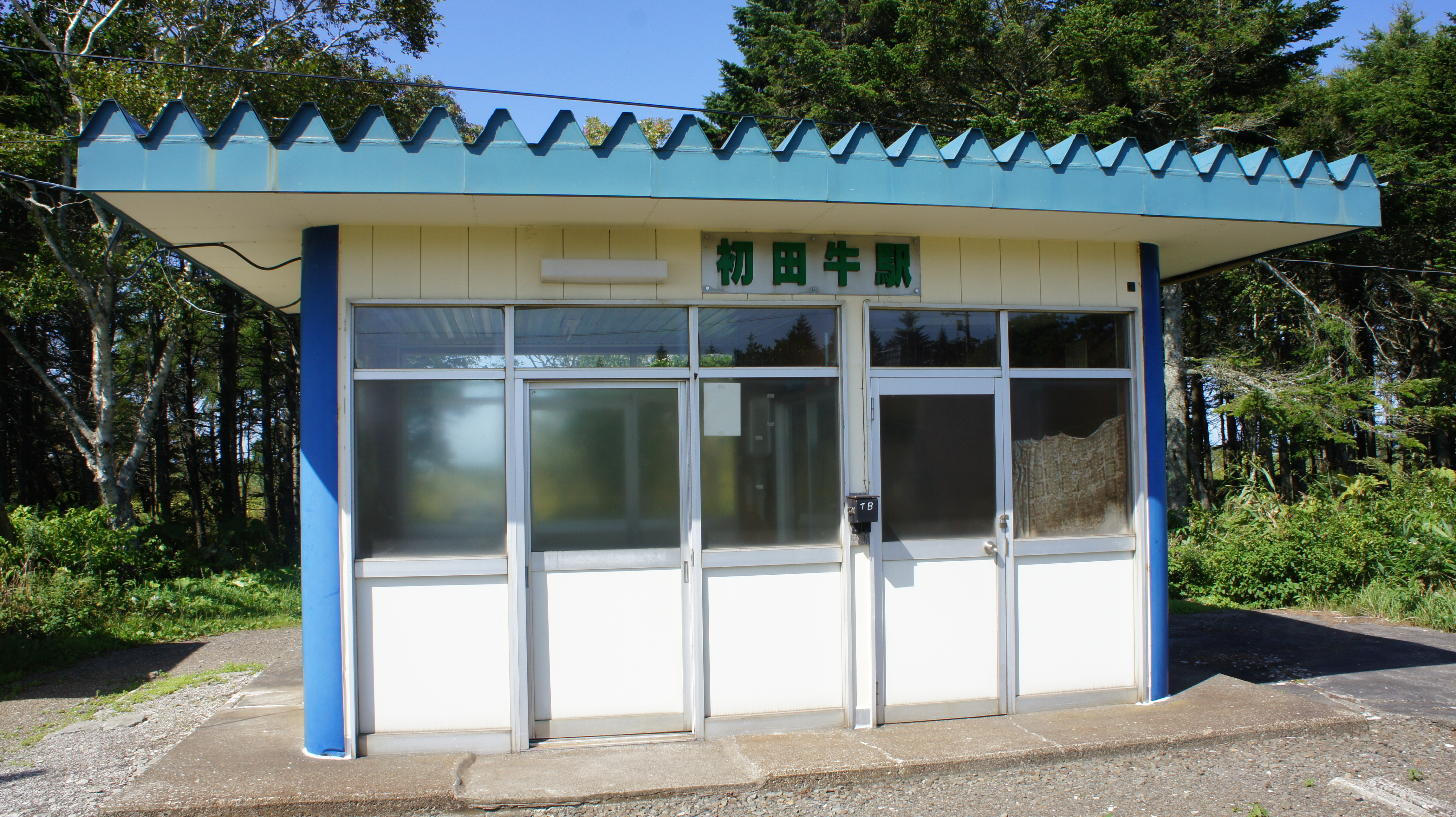
ホーム側から駅舎を望む（2018年9月）
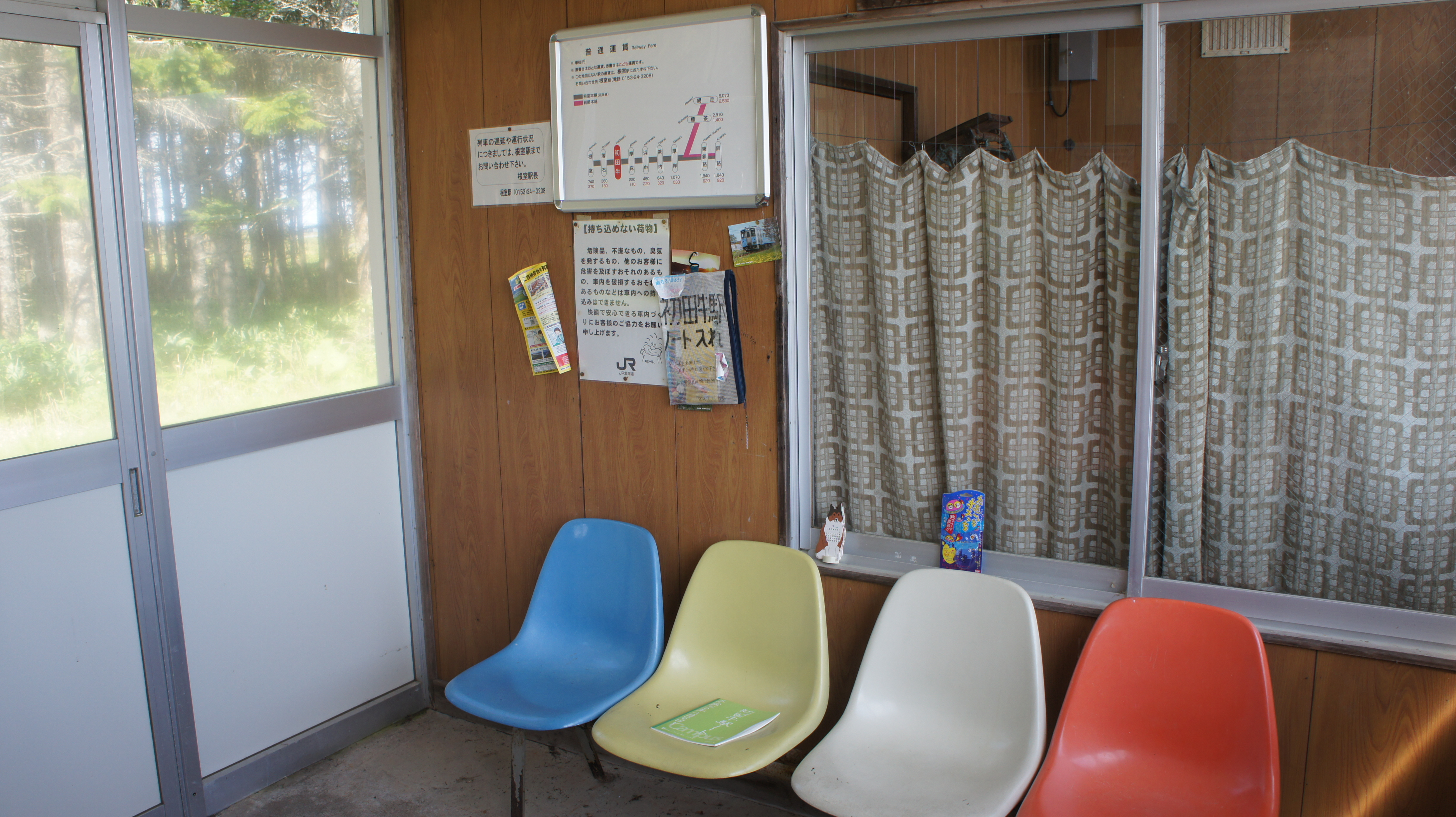
待合室（2018年9月）
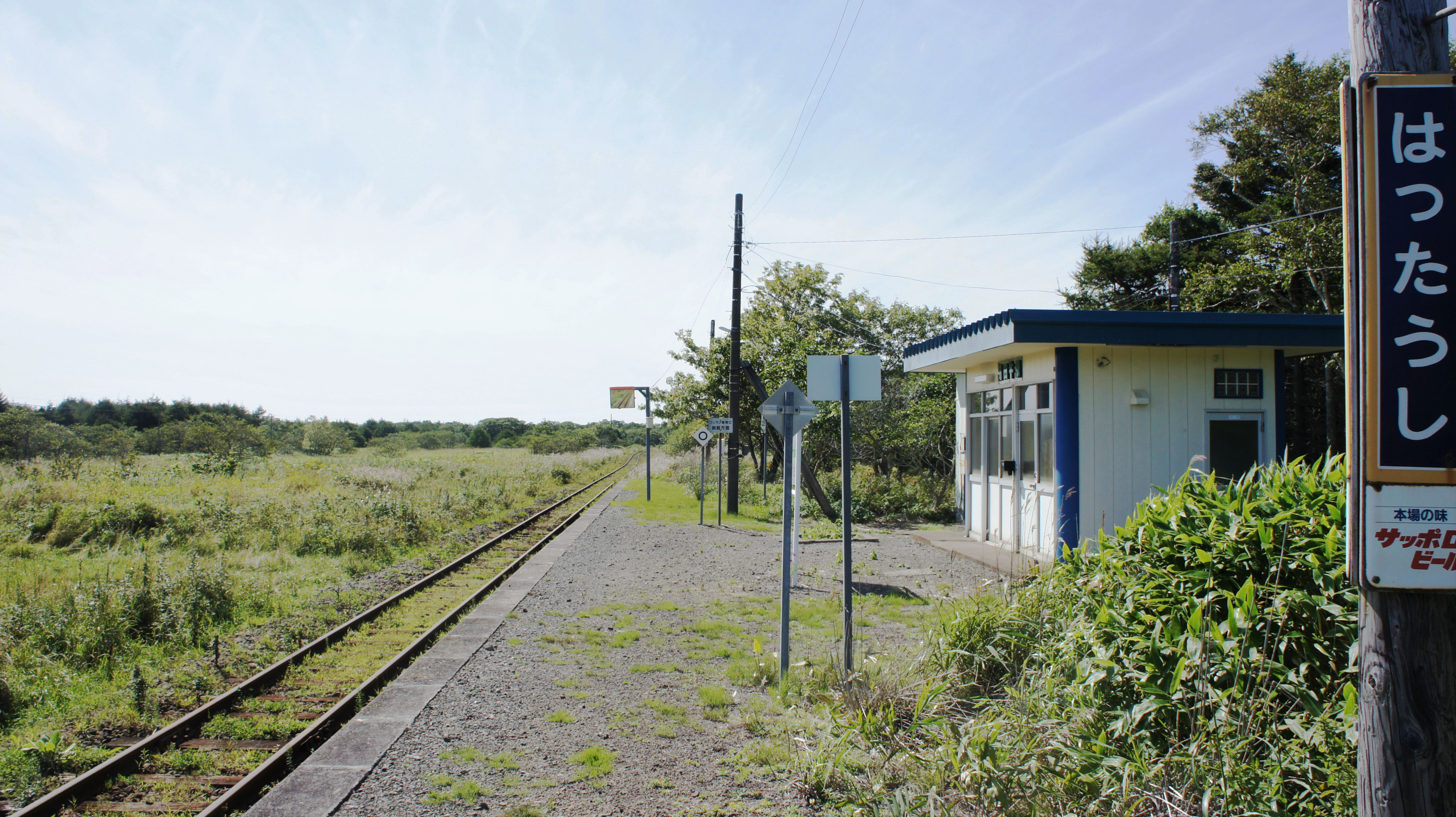
ホーム（2018年9月）

## 利用状況
乗車人員の推移は以下のとおり。年間の値のみ判明している年については、当該年度の日数で除した値を括弧書きで1日平均欄に示す。乗降人員のみが判明している場合は、1/2した値を括弧書きで記した。
また、「JR調査」については、当該の年度を最終年とする過去5年間の各調査日における平均である。
| 年度               | 乗車人員（人） | 乗車人員（人） | 乗車人員（人） | 出典       | 備考               |
| 年度               | 年間           | 1日平均        | JR調査         | 出典       | 備考               |
| ------------------ | -------------- | -------------- | -------------- | ---------- | ------------------ |
| 1978年（昭和53年） |                | 10             |                | [ 15 ]     |                    |
| 1979年（昭和54年） | 2,410          | (6.6)          |                | [ 16 ]     |                    |
| 1980年（昭和55年） | 2,200          | (6.0)          |                | [ 16 ]     |                    |
| 1981年（昭和56年） | 2,160          | (5.9)          |                | [ 16 ]     |                    |
| 1992年（平成04年） |                | (4.0)          |                | [ 17 ]     | 1日平均乗降客数8人 |
| 2015年（平成27年） |                |                | 「1名以下」    | [ JR北 2 ] |                    |
| 2016年（平成28年） |                |                | 0.2            | [ JR北 3 ] |                    |
| 2017年（平成29年） |                |                | 0.2            | [ JR北 4 ] |                    |

## 駅周辺

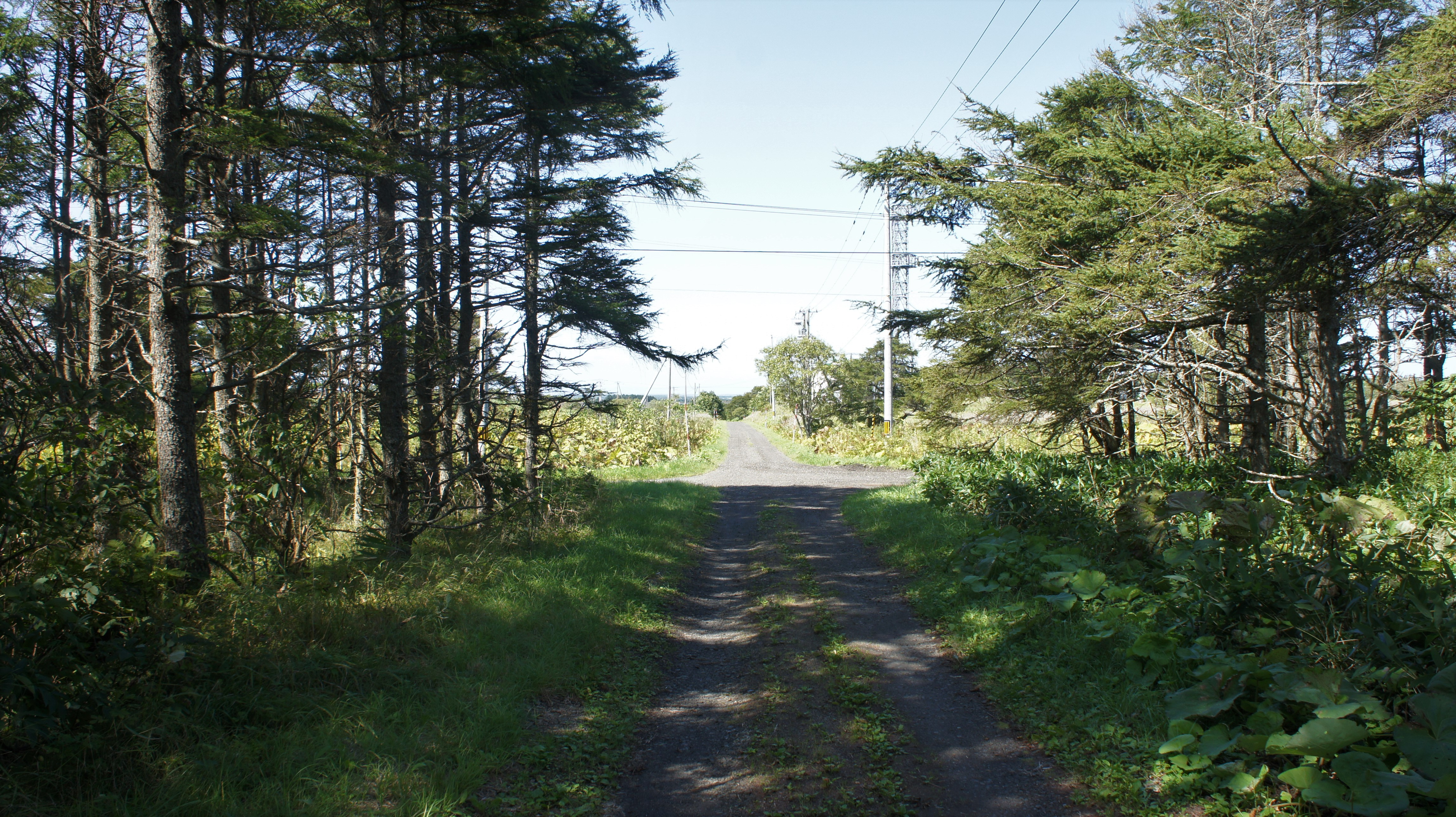
駅前（2018年9月）

待合室は北海道道1127号初田牛厚床線から分岐する砂利道の先に位置した。森の中にあり、付近に初田牛地区の集会所があるが民家は疎らである。駅裏には北海道道142号根室浜中釧路線付近へ至る道路があるが、渡線路などは設置されていないため迂回が必要であった。なお、この付近は霧の発生が比較的多い場所であり、駅付近には防霧保安林が設けられている。
駅跡については、廃止前の2018年11月15日に初田牛地区で行われた住民説明会の席上で、住民側から「モニュメント的なものの設置」が要望され、その後沿革などが記された記念看板が設置されている。
- 根室フットパス

## 隣の駅
北海道旅客鉄道（JR北海道）
根室本線（花咲線）（廃止時点）
厚床駅 - 初田牛駅 - 別当賀駅